# Liste der Kulturdenkmäler in Weinähr
In der Liste der Kulturdenkmäler in Weinähr sind alle Kulturdenkmäler der rheinland-pfälzischen Ortsgemeinde Weinähr aufgeführt. Grundlage ist die Denkmalliste des Landes Rheinland-Pfalz (Stand: 8. Dezember 2023).

## Denkmalzonen
| Bezeichnung             | Lage | Baujahr                           | Beschreibung | Bild |
| ----------------------- | --- | --------------------------------- | --- | ---- |
| Denkmalzone Hauptstraße | Hauptstraße 24–34 (gerade Nummern) und 29–35 (ungerade Nummern) sowie Bornstraße 2–6 (gerade Nummern) Lage | ab der Mitte des 16. Jahrhunderts | historische Bebauung in ungewöhnlicher Dichte und Vollständigkeit erhalten; neben mehreren Wohnbauten des 17. und 18. Jahrhunderts auch das etwas abgerückt von Straße gelegene Rathaus aus der Mitte des 16. Jahrhunderts | BW   |

## Einzeldenkmäler
| Bezeichnung                       | Lage                                      | Baujahr                            | Beschreibung | Bild                           |
| --------------------------------- | ----------------------------------------- | ---------------------------------- | --- | ------------------------------ |
| Wohnhaus                          | Bergstraße 4 Lage                         | 17. oder 18. Jahrhundert           | Fachwerkhaus, teilweise verschiefert, 17. oder 18. Jahrhundert | Fotos hochladen                |
| Katholische Kirche St. Trinitatis | Bornstraße Lage                           | 1428                               | frühgotischer Chor, Schiff von 1428, 1738 erneuert, 1935/36 verlängert; Kriegerdenkmal 1914/18                                                                          | weitere Bilder Fotos hochladen |
| Wohnhaus                          | Bornstraße 4 Lage                         | 18. Jahrhundert                    | Fachwerkhaus, teilweise verschiefert, 18. Jahrhundert | Fotos hochladen                |
| Wohnhaus                          | Hauptstraße 24 Lage                       |                                    | eingeschossiges Fachwerkhaus | Fotos hochladen                |
| Wohnhaus                          | Hauptstraße 26 Lage                       | 17. oder 18. Jahrhundert           | Fachwerkhaus mit Laubenvorbau, 17. oder 18. Jahrhundert | Fotos hochladen                |
| Altes Rathaus                     | Hauptstraße 28 Lage                       | Mitte des 16. Jahrhunderts         | spätgotischer Fachwerkbau, teilweise Bruchstein, Mitte des 16. Jahrhunderts                                                                                             | Fotos hochladen                |
| Wohnhaus                          | Hauptstraße 30 Lage                       | 1631                               | Wohnhaus, teilweise massiv und verkleidet, (neu) bezeichnet 1631, Fachwerk wohl aus dem 18. Jahrhundert                                                                 | Fotos hochladen                |
| Wohnhaus                          | Hauptstraße 32 Lage                       | 18. Jahrhundert                    | Fachwerkhaus mit Eingangsvorbau, teilweise verputzt, 18. Jahrhundert | Fotos hochladen                |
| Wohnhaus                          | Hauptstraße 33 Lage                       | 17. oder 18. Jahrhundert           | Wohnhaus, teilweise verputzt und verschiefert, Fachwerk aus dem 17. oder 18. Jahrhundert                                                                                | Fotos hochladen                |
| Wohnhaus                          | Hauptstraße 40 Lage                       | 1652                               | Fachwerkhaus, teilweise verputzt, bezeichnet 1652 | Fotos hochladen                |
| Heiligenhäuschen                  | Rother Weg Lage                           |                                    | rundbogiger Mauerblock | weitere Bilder Fotos hochladen |
| Weinährer Hütte                   | nordöstlich des Ortes im Gelbbachtal Lage | zweite Hälfte des 17. Jahrhunderts | Eisenhütte, zweite Hälfte des 17. Jahrhunderts | BW                             |
| Wegekapelle                       | westlich des Ortes Lage                   |                                    | in den Felsen gearbeitete Kapelle mit verputzter Front; in der Rückwand eine Nische mit einer älteren Pietà; rechts des Eingangs mehrere in den Felsen gehauene Nischen | Fotos hochladen                |